# Kanton Lassay-les-Châteaux
Kanton Lassay-les-Châteaux (fr. Canton de Lassay-les-Châteaux) je francouzský kanton v departementu Mayenne v regionu Pays de la Loire. Tvoří ho šest obcí.

## Obce kantonu
- Le Housseau-Brétignolles
- Lassay-les-Châteaux
- Rennes-en-Grenouilles
- Sainte-Marie-du-Bois
- Saint-Julien-du-Terroux
- Thubœuf